# Disney on Parade (Hong Kong)
Pour les articles homonymes, voir Disney on Parade.
Disney on Parade est une parade de jour présentée au parc Hong Kong Disneyland de son ouverture en septembre 2005 à 2010. 
Le parc devait accueillir la Parade of Stars de Disneyland datant de 2000, mais une nouvelle parade, assez proche de la Walt Disney's Parade of Dreams, lui fut préférée.

## La parade
- Première représentation : 12 septembre 2005
- Dernière représentation : 1er novembre 2010

La parade débute à Fantasyland près de l'entrée du Storybook Theatre et prend fin près du City Hall de Main Street. Elle met en scène les plus célèbres personnages des films de Disney pour un total de près de 100 danseurs et personnages.
Elle est composée des chars suivants :
- Le char d'ouverture avec le nom de la parade
- La Fanfare : un imposant Mickey habillé en chef de fanfare dirige des musiciens
- L'Animation court métrage (2 chars) :
  - un char composé de crayon, pot de peinture et de bande de film évoque les premières années de l'animation.
  - un second char inspiré de Plane Crazy avec des danseuses vêtues comme des bandes de films comporte un avion avec Mickey et Minnie (en noir et blanc) avec derrière la pancarte des Walt Disney Studios Hyperion.
- Les Princesses : un char en forme de tour comprenant le miroir magique, Blanche-Neige, Cendrillon, la princesse Aurore et autour les sept nains. Pendant la période d'Halloween, ce char a été extrait de la parade et utilisé pour la Glow in the Park Halloween Parade.
- Le Monde merveilleux Alice: Alice juchée sur un champignon et accompagnée du Chat du Cheshire et de la Chenille (tous deux des audio-animatronics) tandis que les autres personnages vont autour du char. Des danseuses habillées en fleur dansent derrière le char.
- Le Monde sous-marine d'Ariel : Polochon et Sébastien (des audio-animatronics) accompagnent Ariel, chevauchant un hippocampe parmi les poissons, les coraux et des étoiles de mers.
- Toy Story : Woody, Buzz l'Éclair, M. Patate et les autres personnages des films Toy Story défilent autour d'un char embarquant certains jouets d'Andy.
- L'Omnibus : Mickey, Minnie, Donald, Daisy et Dingo défilent au premier étage d'un omnibus.

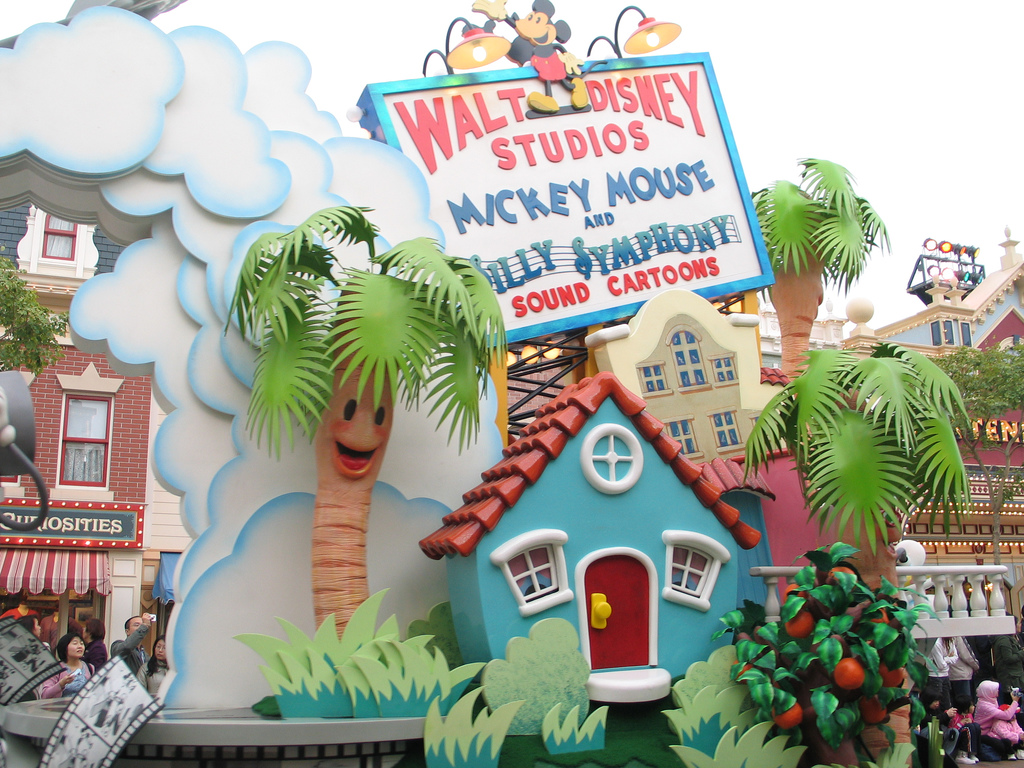
Char en hommage aux studios Disney
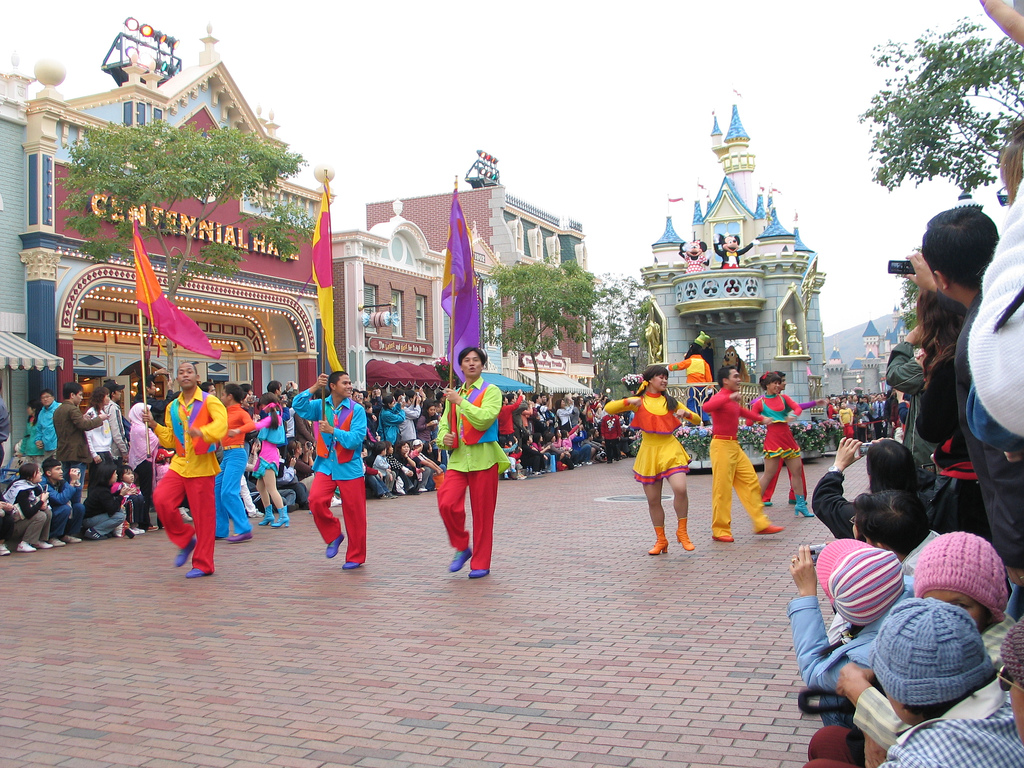
Danseurs sur Main Street
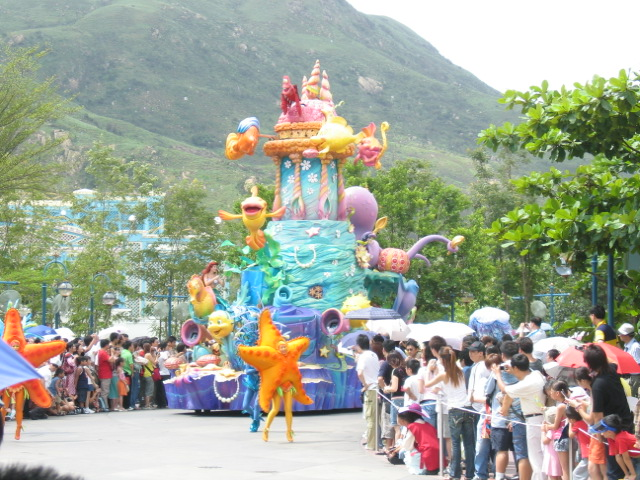
Char des fonds marins